# Trần nhà nguyện Sistina

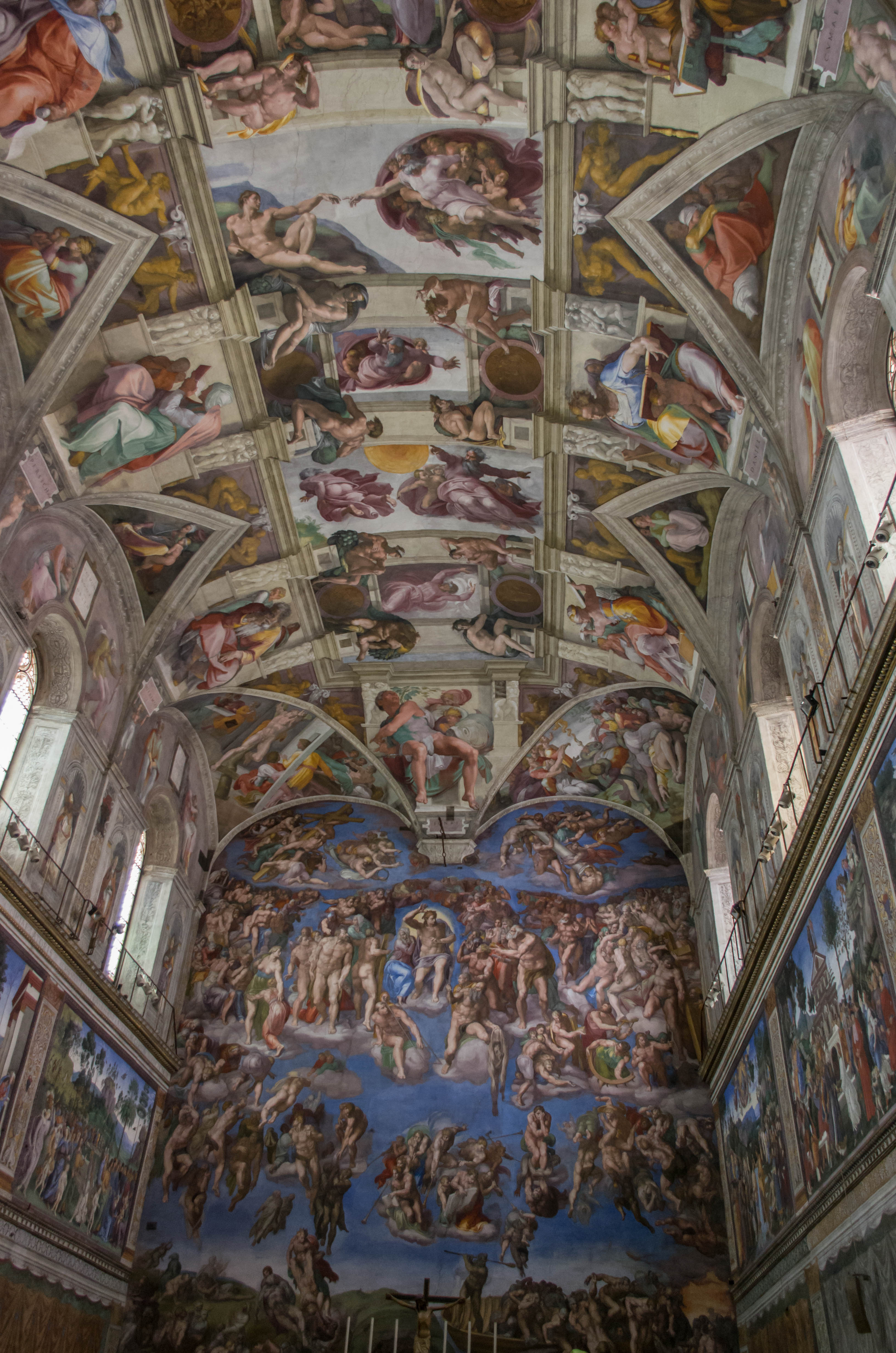
Bên trong Nhà nguyện Sistine cho thấy trần nhà liên quan đến các bức bích họa khác.

Trần nhà nguyện Sistine, được vẽ bởi Michelangelo từ năm 1508 đến năm 1512, là tác phẩm nền tảng của nghệ thuật thời Phục hưng cao.
Trần nhà của Nhà nguyện Sistine, nhà nguyện lớn được xây dựng trong Vatican giữa năm 1477 và 1480 bởi Giáo hoàng Sixtus IV, nơi mà nhà nguyện được đặt tên. Nó được vẽ theo ủy ban của Đức Giáo Hoàng Julius II. Nhà thờ là địa điểm cho các Mật nghị hồng y và nhiều lễ quan trọng khác.
Các yếu tố sơn khác nhau của trần nhà tạo thành một phần của đồ trang trí lớn hơn trong Nhà nguyện, bao gồm bức tranh lớn Sự phán xét cuối cùng trên tường thánh, cũng bởi Michelangelo, những bức tranh tường của một số họa sĩ hàng đầu thế kỷ 15 bao gồm  Sandro Botticelli, Domenico Ghirlandaio và Pietro Perugino, và một bộ thảm lớn của Raphael, toàn bộ minh họa phần lớn giáo lý của Giáo hội Công giáo.
Trung tâm để trang trí trần nhà là chín cảnh từ Sách Sáng tạo mà Sự tạo dựng Adam  là nổi tiếng nhất, có một vị trí mang tính biểu tượng chỉ bằng Mona Lisa của Leonardo da Vinci, tay của Thiên Chúa và Adam được sao chép trong vô số bắt chước. Thiết kế phức tạp bao gồm một số bộ riêng lẻ, cả quần áo và khỏa thân, cho phép Michelangelo thể hiện đầy đủ kỹ năng của mình trong việc tạo ra một loạt các tư thế cho nhân vật và đã cung cấp một cuốn sách mô hình có ảnh hưởng lớn cho các nghệ sĩ khác từ đây.